# Третья лига Словении по футболу
Третья Лига Словении — третий по значимости футбольный дивизион чемпионата Словении по футболу. Победители турнира повышаются в классе и переходят во Вторую Лигу Словении.

## Формат и правила
С сезона 1992-93 по 1997-98 Словенский Третий дивизион был разделен на две региональные группы (Восток и Запад, победители обеих групп напрямую выходили во Вторую лигу Словении.
В сезоне 1998-99 третий дивизион был разделен на четыре региональные группы (Центр, Восток, Север, Запад). А начиная с сезона 2002-03 все победители четырёх групп напрямую выходили во Вторую лигу. В сезоне 2003-04 был введен двухраундовый плей-офф, и только две команды повышались.
В 2004-05 формат соревнования вернули к прежнему виду с двумя региональными группами, где оба победителя получают повышение.
Начиная с сезона 2014-15 Третья лига опять вернулась к четырём региональным дивизионам с 52 клубами участниками. Три группы (Север, Центр, Восток) состоят из 14 клубов, а в группе Запад только 10 участвующих клубов. Победитель каждой группы участвует в двухраундовом плей-офф два победителя которого и получают повышение во Вторую лигу Словении. Резервные команды Первой лиги не могут быть повышены во Вторую лигу, согласно правилам Футбольного союза Словении, которые предписывают, что между главным клубом и его дублем должно быть не менее двух лиг. В случае вылета первой команды из Первой лиги, их дубль автоматически выбывает из Третьей лиги.
Количество выбывающих команд для каждой группы определяется количеством МФС, частью которых являются клубы всех четырёх групп.
Существует 9 руководящих органов МФС в Словенском футболе:
| Север       | Центр         | Восток            | Запад           |
| ----------- | ------------- | ----------------- | --------------- |
| МФС Celje   | МФС Kranj     | МФС Lendava       | МФС Koper       |
| МФС Maribor | МФС Ljubljana | МФС Murska Sobota | МФС Nova Gorica |
| МФС Ptuj    |               |                   |                 |

Это означает, что из группы Север выбывают 3 команды, а повышение получают победители Четвёртой лиги в МФС Celje, МФС Maribor и МФС Ptuj. В группах Центр и Восток выбывают по две команды, а в группе Запад только худшая команда выбывает в Четвертую лигу, так как МФС Koper и МФС Nova Gorica имеют общее соревнование четвёртого уровня.
Количество выбывающих команд также зависит от расположения команд, вылетевших из Второй лиги. Каждая вылетевшая из Второй лиги команда может занять место только в той группе, частью которой является её МФС.

## Победители
| Сезон     | Зона Запад | Зона Восток  |
| --------- | ---------- | ------------ |
| 2004/2005 | Шенчур     | Заврч        |
| 2005/2006 | Бонифика   | Мура 05      |
| 2006/2007 | Крка       | Заврч        |
| 2007/2008 | Олимпия    | Шентюр Млади |
| 2008/2009 | Шенчур     | Дравинья     |
| 2009/2010 | Адрия      | Шмартно      |
| 2010/2011 | Радомлье   | Одранси      |
| 2011/2012 | Крка       | Заврч        |
| 2012/2013 | Анкаран    | Вержей       |
| 2013/2014 | Толмин     | Дравинья     |